# AT&T Park
AT&T Park (tidligere kendt som Pacific Bell Park og SBC Park) er et baseballstadion i San Francisco i Californien, USA, der er hjemmebane for MLB-klubben San Francisco Giants. Stadionet har plads til 41.503 tilskuere, og blev indviet 31. marts 2000. Indtil da havde Giants spillet sine hjemmekampe på det nærliggende Candlestick Park.